# خانه کریمی (ابرکوه)
خانه کریمی مربوط به دوره قاجار است و در ابرکوه، محله درب قلعه، کوچه شهید میربقائی، پ ۶ واقع شده و این اثر در تاریخ ۲۸ اسفند ۱۳۸۶ با شمارهٔ ثبت ۲۲۷۵۵ به‌عنوان یکی از آثار ملی ایران به ثبت رسیده‌است.